# Philippe Van Volckxsom
Philippe Van Volckxsom (ur. 1 maja 1897 w Brukseli, zm. 20 grudnia 1939 tamże) – belgijski hokeista, łyżwiarz szybki i wioślarz, wystąpił na trzech igrzyskach olimpijskich.
Pierwszymi igrzyskami Phileppe Van Volckxsoma były Letnie Igrzyska Olimpijskie 1920 w Antwerpii, podczas których wystartował w hokeju na lodzie. Razem z drużyną zajął 5. miejsce. Cztery lata później wziął udział w pierwszych Zimowych Igrzyskach Olimpijskich w Chamonix w hokeju na lodzie, gdzie zajął z drużyną 7. miejsce oraz w łyżwiarstwie szybkim. W rywalizacji panczenistów ukończył bieg na 500 m. (23. miejsce) oraz 1500 m. (20. miejsce). Wystartował także na Letnich Igrzyskach Olimpijskich 1928 w Amsterdamie w wioślarstwie w dwójce bez sternika. Odparł w drugim wyścigu pierwszej rundy.

## Rekordy życiowe (łyżwiarstwo szybkie)
- 500 m. – 56.4 (1924)
- 1500 m. – 3:14.6 (1924)